# Aviron aux Jeux africains de 2019
Navigation
2007
Les compétitions d'aviron aux Jeux africains de 2019 ont lieu du 20 au 23 août 2019 à Salé, au Maroc.

## Médaillés

### Hommes
| Skiff 1 000 m                   | Mohamed Taieb (TUN)           | Abdelkhalek El-Banna (EGY) | Oussama Habiche (ALG)         |  |  |  |
| Skiff poids légers 1 000 m      | Sid Ali Boudina (ALG)         | Ahmed Abdelaal (EGY)       | Mohamed Khalil Mansouri (TUN) |  |  |  |
|                                 |                               |                            |                               |  |  |  |
| Skiff sprint 500 m              | Mohamed Taieb (TUN)           | Abdelkhalek El-Banna (EGY) | Oussama Habiche (ALG)         |  |  |  |
| Skiff poids légers sprint 500 m | Mohamed Khalil Mansouri (TUN) | Sid Ali Boudina (ALG)      | Mohamed Kota (EGY)            |  |  |  |

### Femmes
| Skiff 1 000 m                   | Nawel Chiali (ALG) | Dareen Hegazy (EGY) | Nour El Houda Ettaieb (TUN) |  |  |  |
| Skiff poids légers 1 000 m      | Amina Rouba (ALG)  | Khadija Krimi (TUN) | Maryam Abdellatif (EGY)     |  |  |  |
|                                 |                    |                     |                             |  |  |  |
| Skiff sprint 500 m              | Nawel Chiali (ALG) | Dareen Hegazy (EGY) | Sarah Fraincart (MAR)       |  |  |  |
| Skiff poids légers sprint 500 m | Amina Rouba (ALG)  | Khadija Krimi (TUN) | Maryam Mahmoud (EGY)        |  |  |  |

### Mixte
| Épreuves             | Or                                        | Argent                              | Bronze                                  |
| -------------------- | ----------------------------------------- | ----------------------------------- | --------------------------------------- |
| Skiff - Relais mixte | Égypte Abdelkhalek El-Banna Dareen Hegazy | Tunisie Khadija Krimi Mohamed Taieb | Algérie Kamel Aït Daoud Nihed Benchadli |

## Tableau des médailles
| Rang  | Nation  | Or | Argent | Bronze | Total |
| ----- | ------- | -- | ------ | ------ | ----- |
| 1     | Algérie | 5  | 1      | 3      | 9     |
| 2     | Tunisie | 3  | 3      | 2      | 8     |
| 3     | Égypte  | 1  | 5      | 3      | 9     |
| 4     | Maroc   | 0  | 0      | 1      | 1     |
| Total | Total   | 9  | 9      | 9      | 27    |